# Kogo Noda
Kogo Noda (野田 高梧, Noda Kōgo, 19 de novembro de 1893 – 23 de setembro de 1968) foi um roteirista japonês, famoso por colaborar em muitos dos filmes do diretor Yasujirō Ozu.

## Início da vida e carreira
Nascido em Hakodate, Noda era filho do chefe da secretária de impostos local e irmão mais novo de Kyūho, um pintor do estilo nihonga. Mudou-se para Nagoya após concluir o ensino fundamental e mais tarde foi para a Universidade de Waseda, em Tóquio. Depois de se formar, ele trabalhou em Tóquio como repórter da Katsudō kurabu, uma das principais revistas de cinema do país, usando o pseudônimo de Harunosuke Midorikawa. Por recomendação de um amigo roteirista do ensino fundamental, Takashi Oda, ele se juntou ao departamento de roteiros da Shōchiku após o Grande Terremoto de Kantō, em 1923. Ele logo se tornou um dos principais roteiristas do estúdio, colaborando em, por exemplo, Aizen katsura (1938), um de seus maiores sucessos antes da guerra.
Ele é mais conhecido por suas colaborações com Ozu, que começou com Noda fornecendo o roteiro do seu primeiro longa-metragem, Zange no yaiba (1927), e que continuou com obras do pós-guerra como Tōkyō Monogatari (1953), considerado por muitos críticos do cinema como um dos maiores filmes de todos os tempos. Ele coescreveu treze dos quinze filmes de Ozu no pós-guerra.
Quando a Associação de Roteiristas do Japão foi formada em 1950, Noda serviu como seu primeiro presidente.

## Filmografia selecionada
| Ano  | Título em japonês  | Rōmaji                    | Título em português                                   | Diretor            |
| ---- | ------------------ | ------------------------- | ----------------------------------------------------- | ------------------ |
| 1927 | 懺悔の刃           | Zange no yaiba            | A Espada da Penitência                                | Yasujirō Ozu       |
| 1929 | 和製喧嘩友達       | Wasei kenka tomodachi     | Amigos em Luta                                        | Yasujirō Ozu       |
| 1929 | 会社員生活         | Kaishain seikatsu         | A vida de um empregado de escritório                  | Yasujirō Ozu       |
| 1930 | 結婚学入門         | Kekkongaku nyumon         | Introdução ao Casamento                               | Yasujirō Ozu       |
| 1930 | 進軍               | Shingun                   | Marchando em frente                                   | Kiyohiko Ushihara  |
| 1930 | その夜の妻         | Sono Yo no Tsuma          | bra:A Esposa de uma Noite ou Mulher de uma Noite      | Yasujirō Ozu       |
| 1930 | エロ神の怨霊       | Erogami no onryo          | O espírito Vingativo de Eros                          | Yasujirō Ozu       |
| 1930 | 足に触った幸運     | Ashi ni sawatta koun      | Sorte Perdida/A sorte tocou-me nas pernas             | Yasujirō Ozu       |
| 1931 | 東京の合唱         | Tōkyō no kōrasu           | bra: Coral de Tóquio                                  | Yasujirō Ozu       |
| 1932 | 靑春の夢いまいづこ | Seishun no yume imaizuko  | Onde Estão os Sonhos de Juventude?                    | Yasujirō Ozu       |
| 1932 | また逢ふ日まで     | Mata au hi made           | Até o Dia em que nos Encontrarmos de Novo             | Yasujirō Ozu       |
| 1933 | 東京の女           | Tōkyō no Onna             | bra: Mulher de Tóquio                                 | Yasujirō Ozu       |
| 1935 | 箱入娘             | Hakoiri musume            | Uma Donzela Inocente                                  | Yasujirō Ozu       |
| 1938 | 愛染かつら         | Aizen katsura             | A Árvore do Amor                                      | Hiromasa Nomura    |
| 1939 | 続 愛染かつら      | Zoku aizen katsura        | A Árvore do Amor, Parte II                            | Hiromasa Nomura    |
| 1939 | 愛染かつら 完結篇  | Aizen katsura kanketsuhen | A Árvore do Amor, Final                               | Hiromasa Nomura    |
| 1940 | 西住戦車長伝       | Nishizumi senshachō den   | A Lenda do Comandante de Tanques Nishizumi            | Kōzaburō Yoshimura |
| 1949 | 晩春               | Banshun                   | bra: Pai e Filha/prt: Primavera Tardia                | Yasujirō Ozu       |
| 1950 | 宗方姉妹           | Munekata kyōdai           | bra: As irmãs Munekata                                | Yasujirō Ozu       |
| 1951 | 麥秋               | Bakushu                   | bra: Também Fomos Felizes/prt: Verão Prematuro        | Yasujirō Ozu       |
| 1952 | お茶漬けの味       | Ochazuke no aji           | bra: O Sabor do Chá Verde Sobre o Arroz               | Yasujirō Ozu       |
| 1953 | 東京物語           | Tokyo monogatari          | bra: Era Uma Vez em Tóquio/prt: A Viagem a Tóquio     | Yasujirō Ozu       |
| 1956 | 早春               | Sōshun                    | bra: Começo de Primavera/prt: Primavera Prematura     | Yasujirō Ozu       |
| 1957 | 東京暮色           | Tōkyō boshoku             | bra: Crepúsculo em Tóquio                             | Yasujirō Ozu       |
| 1958 | 彼岸花             | Higanbana                 | bra: Flor do Equinócio/prt: A Flor do Equinócio       | Yasujirō Ozu       |
| 1959 | お早よう           | Ohayo                     | bra/prt: Bom Dia                                      | Yasujirō Ozu       |
| 1959 | 浮草               | Ukigusa                   | bra/prt: Ervas Flutuantes                             | Yasujirō Ozu       |
| 1960 | 秋日和             | Akibiyori                 | bra:Dia de Outono/prt: Fim do Outono                  | Yasujirō Ozu       |
| 1961 | 小早川家の秋       | Kohayagawa-ke no aki      | bra: Fim de Verão/prt: O Outono da Família Kohayakawa | Yasujirō Ozu       |
| 1962 | 秋刀魚の味         | Sanma no Aji              | bra: A Rotina Tem Seu Encanto/prt: O Gosto do Saké    | Yasujirō Ozu       |